# 杜罗河
杜罗河，又译斗罗河（葡萄牙語：Douro）是伊比利亚半岛上的一条主要河流。发源于西班牙索里亚省，自东向西，最终在葡萄牙波尔图南约3公里处注入大西洋，长897公里，流域面积9.8万平方公里。
杜罗河沿岸主要城市有：索里亚、杜罗河畔阿兰达、托德西利亚斯、巴利亚多利德、萨莫拉、佩苏达雷瓜、加亚新城和波尔图。